# الیز استفانیک
الیز ماری استفانیک (انگلیسی: Elise Marie Stefanik؛ ۲ ژوئیهٔ ۱۹۸۴) سیاستمدار آمریکایی است که به عنوان سی و دومین سفیر ایالات متحده آمریکا در سازمان ملل متحد فعالیت می‌کند. وی نماینده حوزه انتخابیه بیست‌ویکم نیویورک از ژانویه ۲۰۱۵ در مجلس نمایندگان ایالات متحده آمریکا نیز است. او در زمان انتخاب با ۳۰ سال سن، جوانترین زنی بوده است که به نمایندگی مجلس نمایندگان آمریکا انتخاب شد.

## سیاست
الیز استفانیک در شمال نیویورک زاده و بزرگ شده و در سال ۲۰۰۶ با مدرک بی‌ای از دانشگاه هاروارد دانش‌آموخته شد. او اندکی پس از آن وارد سیاست شد و به عنوان مشاور سیاست داخلی کاخ سفید در دوران جرج دابلیو. بوش کار کرد و در نهایت به یکی از دستیاران ارشد جاشوا بولتن، رئیس دفتر بوش تبدیل شد. او در سال ۲۰۱۲ از آن یکی از مشاوران ارشد کمپین پال رایان مناظره‌های انتخابات ریاست‌جمهوری ایالات متحده آمریکا (۲۰۱۲) بود.
الیز استفانیک عضو کمیته نیروهای مسلح مجلس نمایندگان و کمیته دائمی منتخب امور اطلاعاتی این مجلس بوده است. از زمان حمله حماس به اسرائیل در ۷ اکتبر ۲۰۲۳ الیز استفانیک یکی از صریح‌ترین حامیان اسرائیل در کنگره آمریکا بوده است.
الیز استفانیک گزینه پیشنهادی دونالد ترامپ برای سفیر ایالات متحده آمریکا در سازمان ملل متحد است. استفنیک از حامیان قدیمی ترامپ و حامی قاطع اسرائیل است. او از عملکرد سازمان ملل متحد به دلیل حمایت ناکافی از جنگ با حماس انتقاد کرده است. او تجربه محدودی در سیاست خارجی و امنیت ملی دارد. در اکتبر ۲۰۲۴ پس از آنکه تشکیلات خودگردان فلسطین تلاش کرد اسرائیل را به دلیل نقض حقوق بشر در غزه از سازمان ملل اخراج کند استفنیک خواهان بازنگری کمک مالی آمریکا به سازمان ملل شد.